# Biogene Entkalkung

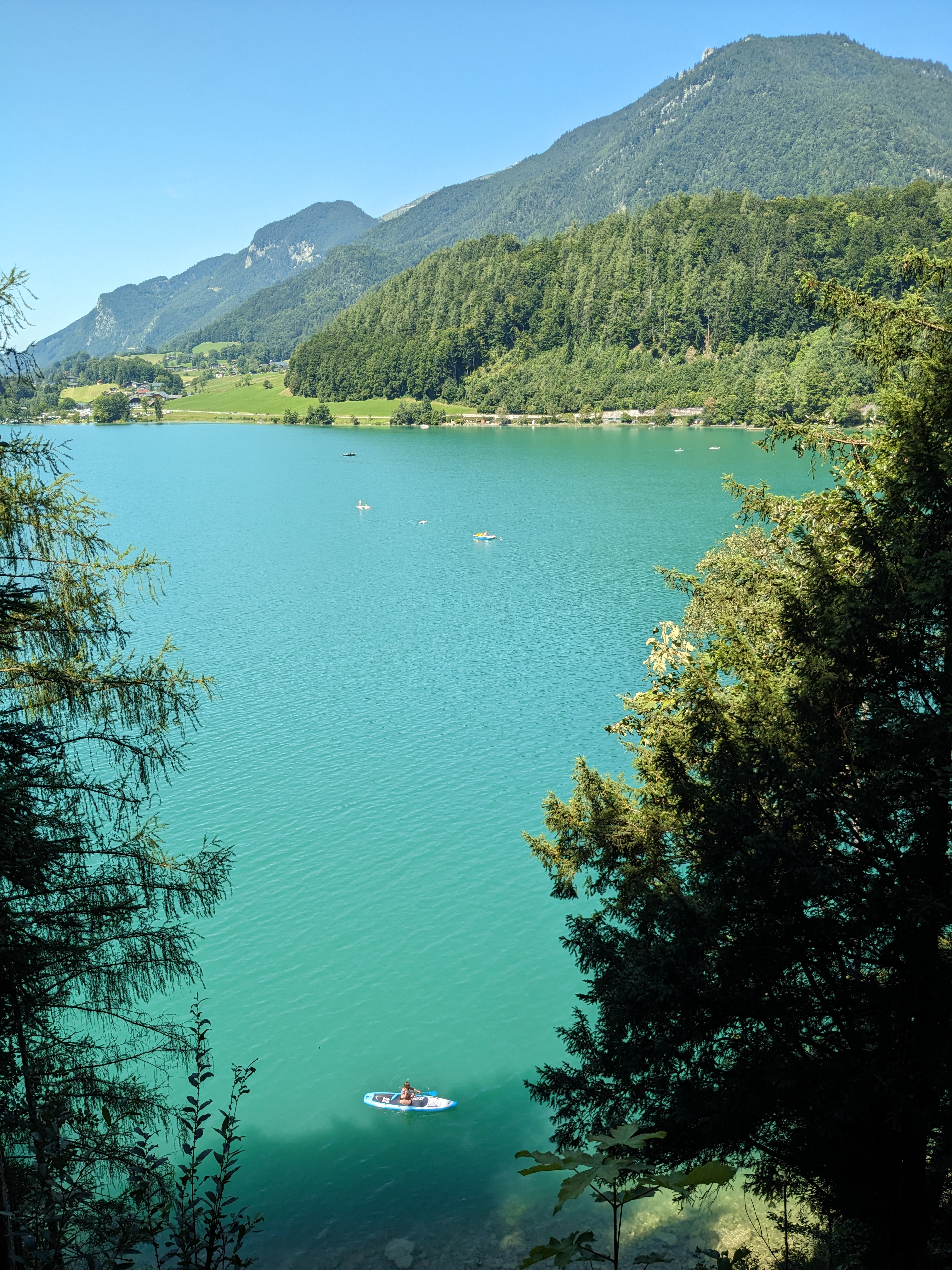
Die milchig-türkise Färbung des Wolfgangsees im Sommer ist eine Folge biogener Entkalkung.

Als Biogene Entkalkung (auch Bicarbonat-Assimilation) bezeichnet man einen Prozess, bei dem submerse Wasserpflanzen und Phytoplankton durch ihren photosynthetischen Verbrauch an Kohlenstoffdioxid das Gleichgewicht von gelöstem Calciumhydrogencarbonat und Kohlensäure so verschieben, dass es zur Kristallisation und Fällung von Calciumcarbonat kommt. 

## Beschreibung
Ein Teil der Algen- und Pflanzenarten kann seinen Bedarf an Kohlenstoffdioxid auch aus Hydrogencarbonat decken. Sie beziehen ihren Kohlenstoffbedarf zunächst aus freiem Kohlenstoffdioxid, da sie hierfür weniger Energie aufwenden müssen. Erst wenn diese Kohlenstoffquelle weitgehend verbraucht ist, entnehmen sie den im Hydrogencarbonat gebundenen Kohlenstoff und geben dabei unmittelbar Hydroxidionen ab. 
Sowohl beim Entzug des Kohlenstoffdioxids aus dem Dissoziationsgleichgewicht als auch bei der Nutzung von Hydrogencarbonat kommt es zu einer Steigerung des pH-Wertes mit der Folge einer Verschiebung des Massenverhältnisses zwischen Hydrogencarbonat und Carbonat zugunsten des Carbonats. Dabei überschreiten die Konzentrationen an gelöstem Calcium und Carbonat miteinander multipliziert das Löslichkeitsprodukt von Calciumcarbonat, welches folglich kristallisiert und ausfällt.
Der Vorgang läuft regelmäßig in Seen und Teichen ab. Die im Sommer in Alpenseen häufig beobachtbare milchige Trübung des Wassers geht darauf zurück. In Karpfenteichen ist die biogene Entkalkung an der Tagesordnung und man versucht oft, sie durch die Ausbringung von Kalk auszugleichen. Dieser Maßnahme liegt allerdings ein Denkfehler zugrunde. Zwar wird der pH-Wert momentan durch Sekundäreffekte gesenkt, doch die Gefahr einer erneuten pH-Steigerung erhöht sich mittel- und langfristig sogar.

## Aquaristik
Auch im Aquarium ist dieser Effekt der Steigerung des pH-Wertes durch die Photosynthese der Pflanzen und durch den CO2-Verlust durch die Belüftung unerwünscht. Übersteigt der pH-Wert den Toleranzbereich der im Aquarium gepflegten Lebewesen, kann dies zu einer Schädigung sowohl von Fischen wie auch anderen Lebewesen führen. Eine dichte Bepflanzung eines Aquariums, die so den Sauerstoffbedarf sicherstellt, geht bei ausreichender Beleuchtung immer einher mit einem hohen Kohlendioxidverbrauch. Weitere Einflussfaktoren sind der auf die Fütterung zurückgehende Nährstoffgehalt, der Fischbesatz, Temperatur, Bodengrund, Wasserbewegung und die Häufigkeit des Teilwasserwechsels. Kleine Aquarien sind erfahrungsgemäß eher einer biogenen Entkalkung mit einer entsprechenden pH-Wert-Steigerung ausgesetzt als große. Der Kohlendioxidgehalt des Wassers, der den pH-Wert steuert, kann durch einen CO2-Dauertest überprüft werden.